# Parigi-Tours 2001
La Parigi-Tours 2001, novantacinquesima edizione della corsa e valevole come prova della Coppa del mondo 2001, si svolse il 7 ottobre 2001, per un percorso totale di 254,5 km. Fu vinta dal francese Richard Virenque, al traguardo con il tempo di 6h58'32" alla media di 36,485 km/h.
Presero il via 193 corridori, 151 di essi portarono a termine il percorso.

## Squadre e corridori partecipanti
| N.      | Cod. | Squadra                          |
| ------- | ---- | -------------------------------- |
| 1-8     | MAP  | Mapei-Quick Step                 |
| 11-18   | LOT  | Lotto-Adecco                     |
| 21-28   | RAB  | Rabobank                         |
| 31-38   | DFF  | Domo-Farm Frites                 |
| 41-48   | LAM  | Lampre-Daikin                    |
| 51-58   | TAC  | Tacconi Sport-Vini Caldirola     |
| 61-68   | TEL  | Team Deutsche Telekom            |
| 71-78   | FAS  | Fassa Bortolo                    |
| 81-88   | COF  | Cofidis, le Crédit par Téléphone |
| 91-98   | SAE  | Saeco Macchine per Caffè         |
| 101-108 | LIQ  | Liquigas-Pata                    |
| 111-118 | CST  | CSC-Tiscali                      |

| N.      | Cod. | Squadra               |
| ------- | ---- | --------------------- |
| 121-128 | FES  | Festina-Lotus         |
| 131-138 | C.A  | Crédit Agricole       |
| 141-148 | EUS  | Euskaltel-Euskadi     |
| 151-158 | A2R  | AG2R Prévoyance       |
| 161-168 | ALS  | Alessio               |
| 171-178 | BJR  | Bonjour               |
| 181-188 | COS  | Collstrop-Palmans     |
| 191-198 | DEL  | Jean Delatour         |
| 201-208 | FDJ  | La Française des Jeux |
| 211-218 | COA  | Team Coast            |
| 221-228 | BIG  | BigMat-Auber 93       |
| 231-238 | SAI  | Saint Quentin-Oktos   |

## Ordine d'arrivo (Top 10)
| Pos. | Corridore           | Squadra          | Tempo    |
| ---- | ------------------- | ---------------- | -------- |
| 1    | Richard Virenque    | Domo-Farm Frites | 6h58'32" |
| 2    | Óscar Freire        | Mapei            | a 2"     |
| 3    | Erik Zabel          | Deutsche Telekom | s.t.     |
| 4    | Thor Hushovd        | Crédit Agricole  | s.t.     |
| 5    | Andrej Hauptman     | Tacconi Sport    | s.t.     |
| 6    | Romāns Vainšteins   | Domo-Farm Frites | s.t.     |
| 7    | Alessandro Petacchi | Fassa Bortolo    | s.t.     |
| 8    | Jaan Kirsipuu       | AG2R Prév.       | s.t.     |
| 9    | Nico Eeckhout       | Lotto-Adecco     | s.t.     |
| 10   | Zbigniew Spruch     | Lampre-Daikin    | s.t.     |